# 黑穗薹草
黑穗薹草（学名：Carex atrata）为莎草科薹草属下的一个种。分布在日本、朝鲜、俄罗斯、欧洲以及中国大陆的吉林等地，生长于海拔2,000米至4,800米的地区，一般生长在高山冻原上。

## 亚种
- 尖鳞薹草（学名：Carex atrata subsp. pullata）为莎草科薹草属黑穗薹草的亚种。分布在尼泊尔、泰国、锡金、缅甸以及中国大陆的陕西、西藏东南部、四川西部、云南西北部等地，生长于海拔3,000米至4,800米的地区，一般生于高山灌丛草甸、沼泽草甸、高山草甸和林间。
- 大桥薹草（学名：Carex atrata subsp. aterrima）为莎草科薹草属黑穗薹草的亚种。分布于中国大陆的新疆等地。
- 南湖薹草（学名：Carex atrata subsp. apodostachya）为莎草科薹草属黑穗薹草的亚种。分布于台湾等地，属中国原产的植物（非从国外引种）。
- 长匍匐茎薹草（学名：Carex atrata subsp. longistolonifera）为莎草科薹草属黑穗薹草的亚种。分布在中国大陆的四川等地。